# Plagiostenopterina macies
Plagiostenopterina macies är en tvåvingeart som beskrevs av Mcalpine 1973. Plagiostenopterina macies ingår i släktet Plagiostenopterina och familjen bredmunsflugor. Inga underarter finns listade i Catalogue of Life.